# London Athletics Meet 2024
Il London Athletics Meet 2024 è stato la 55ª edizione dell'annuale meeting di atletica leggera, decima tappa del circuito Diamond League 2024. Le competizioni hanno avuto luogo il 20 luglio 2024, presso il London Stadium a Londra, nel Regno Unito.

## Programma[1]
| # | Orario | Specialità         |
| - | ------ | ------------------ |
| 1 | 13:23  | Getto del peso     |
| 2 | 14:21  | Salto in alto      |
| 3 | 14:24  | Staffetta 4x100 m  |
| 4 | 14:43  | 400 metri ostacoli |
| 5 | 14:52  | 3000 metri piani   |
| 6 | 15:19  | Miglio             |
| 7 | 15:32  | 400 metri piani    |
| 8 | 15:52  | 100 metri piani    |

| # | Orario | Specialità             |
| - | ------ | ---------------------- |
| 1 | 12:50  | Lancio del giavellotto |
| 2 | 13:36  | Salto con l'asta       |
| 3 | 14:04  | 400 metri ostacoli     |
| 4 | 14:16  | Staffetta 4x100 m      |
| 5 | 14:33  | 400 metri piani        |
| 6 | 14:49  | Salto in lungo         |
| 7 | 15:08  | 800 metri piani        |
| 8 | 15:42  | 200 metri piani        |

     Specialità valide per la Diamond League

## Risultati
Di seguito i primi tre classificati di ogni specialità.

### Uomini
| Specialità        | 1º classificato                                                      | Prestazione | 2º classificato                                                       | Prestazione | 3º classificato                                                                         | Prestazione |
| 100 m             | Noah Lyles                                                           | 9"81        | Akani Simbine                                                         | 9"86        | Letsile Tebogo                                                                          | 9"88 =      |
| 400 m             | Matthew Hudson-Smith                                                 | 43"74       | Vernon Norwood                                                        | 44"10       | Jereem Richards                                                                         | 44"18       |
| Miglio            | Oliver Hoare                                                         | 3'49"03     | Narve Gilje Nordås                                                    | 3'49"06     | Adel Mechaal                                                                            | 3'49"21     |
| 3000 m            | Dominic Lobalu                                                       | 7'27"68     | Grant Fisher                                                          | 7'27"99     | Edwin Kurgat                                                                            | 7'28"53     |
| 400 m hs          | Alison dos Santos                                                    | 47"18       | Roshawn Clarke                                                        | 47"63       | Alison dos Santos                                                                       | 47"18       |
| Staffetta 4x100 m | Giappone Ryuichiro Sakai Hiroki Yanagita Yoshihide Kiryu Koki Ueyama | 38"07       | Australia Sebastian Sultana Jacob Despard Calab Law Joshua Azzoppardi | 38"31       | Gran Bretagna 2 Chijindu Ujah Jeriel Quainoo Nethaneel Mitchell-Blake Eugene Amo-Dadzie | 38"32       |
| Salto in alto     | Hamish Kerr                                                          | 2,30 m      | JuVaughn Harrison                                                     | 2,26 m      | William Grimsey                                                                         | 2,22 m      |
| Getto del peso    | Leonardo Fabbri                                                      | 2,52 m      | Ryan Crouser                                                          | 22,37 m     | Payton Otterdahl                                                                        | 22,13 m     |

     Prestazione che stabilisce il nuovo record del meeting.

### Donne
| Specialità             | 1º classificato                                                        | Prestazione | 2º classificato                                                | Prestazione | 3º classificato                                                     | Prestazione |
| 200 m                  | Gabrielle Thomas                                                       | 21"82       | Julien Alfred                                                  | 21"86       | Dina Asher-Smith                                                    | 22"07       |
| 400 m                  | Nickisha Pryce                                                         | 48"57       | Natalia Kaczmarek                                              | 48"90       | Lieke Klaver                                                        | 49"58       |
| 800 m                  | Keely Hodgkinson                                                       | 1'55"61     | Jemma Reekie                                                   | 1'55"61     | Georgia Bell                                                        | 1'56"28     |
| 400 m hs               | Femke Bol                                                              | 51"30       | Shamier Little                                                 | 52"78       | Rushell Clayton                                                     | 53"24       |
| Staffetta 4x100 m      | Gran Bretagna 1 Dina Asher-Smith Imani Lansiquot Amy Hunt Daryll Neita | 41"55 =     | Francia Orlann Oliere Sarah Richard Helene Parisot Chloé Galet | 42"10       | Gran Bretagna 2 Bianca Williams Desirèe Henry Joy Eze Success Eduan | 42"46       |
| Salto in lungo         | Malaika Mihambo                                                        | 6,87 m      | Agate de Sousa                                                 | 6,75 m      | Larissa Iapichino                                                   | 6,70 m      |
| Salto con l'asta       | Nina Kennedy                                                           | 4,85 m      | Alysha Newman                                                  | 4,75 m      | Molly Caudery Sandi Morris                                          | 4,65 m      |
| Lancio del giavellotto | Mackenzie Little                                                       | 66,27 m     | Adriana Vilagoš                                                | 65,58 m     | Maggie Malone-Hardin                                                | 62,99 m     |

     Prestazione che stabilisce il nuovo record del meeting.